# Danh sách nhân vật trong Viên ngọc thần: Chuyện về Bọ Rùa và Mèo Mun
Những nhân vật này xuất hiện trong bộ phim hoạt hình Viên ngọc thần: Chuyện về Bọ Rùa và Mèo Mun (Miura-culớt)

## Nhân vật chính

#### Marinette Dupain-Cheng(Marinét Đupanchêng)
Marinette Dupain-Cheng (lồng tiếng bởi Cristina Vee trong bản tiếng Anh và Anouck Hautbois trong bản tiếng Pháp) là nhân vật nữ chính của bộ phim. Cô là chủ nhân của Ngọc thần Bọ Rùa/ Ladybug Miraculous. Đồng hành với cô là Tikki.
Marinette là một cô gái 14 tuổi, là cô con lai có bố người Pháp và mẹ là người Hoa, học sinh tại trường Collège Françoise-Dupont và là một nhà thiết kế thời trang đang chớm nở. Gia đình cô ấy có một tiệm bánh nổi tiếng ở Paris. Cô có mái tóc xanh và đôi mắt xanh, có dải tóc màu đỏ buộc tóc cô thành hai bím tóc, thường xuất hiện trong chiếc áo trong màu trắng, áo khoác ngoài màu đen xắn tay, quần màu hồng cũng được xắn và đi giày màu hồng. Cô là người ngọt ngào, vui vẻ, vụng về, được bạn bè vô cùng coi trọng, yêu mến và cực kỳ thông minh mặc dù cô có đôi lúc vụng về. Các thiết kế thời trang của cô ấy vượt xa mọi giới hạn, đến nỗi ngay cả Gabriel Agreste và Audrey Bourgeois cũng thấy cô ấy đặc biệt. Cô cũng đồng thời là lớp trưởng lớp học của mình, tiết lộ trong tập 12 mùa 1 'Darkblade', sau nỗ lực tranh cử với Chloe. Cô ấy yêu Adrien sâu sắc, được tiết lộ trong kể từ tập cuối mùa 1. Tuy nhiên mỗi khi gần cậu, cô lại tỏ ra lắp ba lắp bắp, hậu đậu quá mức, cử chỉ lung tung và hay viện lí do, khiến cô chưa thể tỏ tình với cậu. Người bạn thân nhất của cô là Alya thường cố gắng giúp Marinette công khai tình yêu của mình với anh ta, nhưng rốt cuộc vẫn thất bại.
Được Sư phụ Fu chọn làm chủ nhân Ngọc thần Bọ Rùa, cô có thể biến thành nữ siêu anh hùng dũng cảm và hoạt bát Bọ Rùa với sự giúp đỡ của Tikki, để bảo vệ Paris khỏi những ác nhân mà Bướm Đêm biến ra bằng cách chiến đấu cùng đối tác của cô Mèo Mun. Là Bọ Rùa, nhận thức được sự nguy cấp của các tình huống mà cô ấy phải đối mặt, cô ấy nghiêm túc hơn và cô ấy phủ nhận mọi nỗ lực tiến tới của Mèo Mun đối với cô ấy, không biết rằng Chat Noir chính là Adrien Agreste, nhưng sau đó cô ấy thực sự coi trọng tình bạn của mình với Mèo Mun, là người mà cô ấy có thể hoàn toàn tin tưởng (tập trái tim đá). Vũ khí của cô là một cái yo-yo có họa tiết bọ rùa với sợi dây gần như vô tận. Với nó, cô ấy có thể sử dụng sức mạnh sáng tạo của mình, Bùa May Mắn có thể tạo ra một vật thể để đánh bại những kẻ phản diện. Yo-yo cũng bắt và thanh tẩy những con bướm quỷ, sau đó cô ấy sẽ ném vật thể được Bùa May Mắn tạo ra lên trời để tạo thành năng lượng để triệu hồi sức mạnh của mình, "Miraculous Ladybug", giúp hoàn tác những thiệt hại mà kẻ xấu gây ra và khôi phục mọi thứ trở lại bình thường, nhờ đó cứu nguy cho thành phố.
Trong tập 22 mùa 3 'Cat Blanc', một thực tại hỗn loạn đã diễn ra. Marinette biến hình, đột nhập vào phòng Adrien để tặng quà cho cậu đồng thời tỏ tình với cậu, vừa đúng lúc Adrien vào phòng. Adrien nhìn thấy món quà để lại bởi Bọ Rùa nhưng lại ký tên Marinette, đã lập tức nhận ra hai người là một. Cậu đã chấp nhận tình cảm của Marinette. Tuy nhiên, tình yêu của họ lại ảnh hưởng đến các nhãn hàng mà Adrien là gương mặt đại diện, nên Gabriel đã yêu cầu Marinette chấm dứt với Adrien. Lợi dụng lúc Marinette đau khổ, Bướm Đêm suýt nữa đã cho bướm quỷ nhập vào người Marinette thành công. Adrien đã nhìn thấy và biến hình ngay trước mắt cô và gia đình của cậu. Lợi dụng điều này, Bướm Đêm đã tiết lộ thân phận thật của mình cho Adrien, khiến cậu khó xử, biến cậu thành Cat Blanc với sức mạnh hủy diệt. Marinette hiện tại đánh bại Cat Blanc, nhưng phải quay về quá khứ sửa chữa lỗi lầm bằng cách xóa tên trên món quà gửi Adrien. Cuối cùng, hai người vẫn chưa biết thân phận thật của nhau, mọi chuyện trở lại bình thường.
Trong tập cuối mùa 3 'Miracle Queen', Marinette trở thành Hộ Vệ mới sau khi Fu từ bỏ quyền sở hữu của chiếc hộp Ngọc thần cho cô ấy. Trong mùa bốn, Bọ Rùa bắt đầu có được một bộ trang phục mới mỗi khi sử dụng Bùa May Mắn, tiết lộ danh tính bí mật của cô ấy cho người bạn thân nhất Alya (tập 3), và đưa cho mỗi người bị bướm quỷ nhập một loại bùa đặc biệt để ngăn bất kỳ ai bị nhập lần nữa, nhưng đã bị Bướm Đêm tìm ra giải pháp cách phá nó.
Ngoài Bọ Rùa, Marinette còn sử dụng một số sức mạnh khác:
- Sử dụng Ngọc thần Hắc Miêu, biến thành Lady Noire (tập 'Reflect Doll và Passion')
- Sử dụng Ngọc thần Ngân Thử, biến thành Multimouse, qua đó kết hợp với Yêu Hồ tạo thành Multifox, kết hợp với Hắc Miêu tạo thành Multinoir, kết hợp với Bọ Rùa tạo thành Multibug (tập 'Kwamibuster')
- Kết hợp Ngọc thần Bọ Rùa với Ngọc thần Xích Long, tạo thành Dragon Bug (tập 'Miracle Queen')
- Kết hợp Ngọc thần Bọ Rùa với Ngọc thần Hoàng Phong, tạo thành Lady Bee (tập 'Optigami')
- Kết hợp Ngọc thần Bọ Rùa với Ngọc thần Khôi Mã, tạo thành Pega Bug (tập 'Sentibubbler')
- Kết hợp Ngọc thần Bọ Rùa với Ngọc thần Khôi Mã và Ngọc thần Ngọc Thố tạo thành Penny Bug (tập 'Strikeback')

#### Adrien Agreste(Âyrien Anroét)
Adrien Agreste (lồng tiếng bởi Bryce Papenbrook trong bản tiếng Anh và Benjamin Bollen trong bản tiếng Pháp) là nhân vật nam chính của bộ phim. Cậu là chủ nhân của Ngọc thần Hắc Miêu/ Black Cat Miraculous. Đồng hành với cậu là Plagg.
Adrien là bạn cùng lớp của Marinette, người mà cô ấy crush, mặc dù cậu không biết gì về cô ấy và chỉ coi Marinette là bạn( nhưng sau đó anh với Marinette đã yêu nhau).  Adrien có vẻ ngoài điển trai, tóc vàng, mắt màu xanh lục, xuất hiện trong chiếc áo trong màu đen kẻ sọc, áo sơ-mi trắng ngắn tay khoác ngoài, quần jeans màu xanh và đôi giày bóng chày màu cam. Adrien xuất thân từ một gia đình giàu có, và là người mẫu thời trang nổi tiếng cho nhiều nhãn hàng nổi tiếng trong thành phố và cả công ty quần áo của cha cậu, Gabriel, mặc dù cậu hay cảm thấy muộn phiền về mối quan hệ tồi tệ mà cậu có với ông. Adrien tốt bụng, trung thành, nhạy cảm và được mọi người quý mến, và thường xuyên đi chơi với người bạn thân nhất của mình là Nino.
Được Sư phụ Fu chọn làm chủ nhân của Ngọc thần Hắc Miêu, cậu ta có thể biến thành siêu anh hùng Mèo Mun với sự giúp đỡ của Plagg, chiến đấu cùng Bọ Rùa để cứu Paris khỏi các ác nhân tạo ra bởi Hawk Moth. Vũ khí của cậu ta là một cây gậy đa chức năng và cậu ta có sức mạnh hủy diệt đặc biệt, "Cataclysm", cho phép cậu ta phá hủy một vật thể mà cậu ta chạm vào chỉ bằng một cái vuốt tay.
Adrien đã yêu Bọ Rùa sâu sắc kể từ lần đầu tiên họ gặp nhau  trong tập 4 phim Trái tim đá, mặc dù không biết danh tính thực sự của cô ấy, đồng thời sử dụng danh tính bí mật của mình để nổi loạn và tự do hơn. Adrien gọi Bọ Rùa bằng 2 cái tên, một là M'Lady, còn một cái tên mà Bọ Rùa không ưng cho lắm, Bugaboo/ Bọ Ú Òa. Trong tập Oblivio/kẻ hư vô, cậu và Bọ Rùa đã hôn nhau trong tình trạng cả hai mất trí nhớ. Alya nhanh chóng chụp hình lại và Adrien tin rằng một ngày nào đó Bọ Rùa sẽ đáp lại tình cảm của cậu. Trong tập 10, khi Mèo Mun mời Bọ Rùa đến bữa tối do cậu chuẩn bị và cô không đến, ban đầu cậu đã rất giận. Cậu đã tỏ tình với Bọ Rùa với tư cách Mèo Mun nhưng cô từ chối vì cô đang thích một chàng trai, chỉ coi Mèo Mun là bạn đồng hành, dù rất trân trọng tình bạn với cậu. Trong tập 13 mùa 3 'Desperada', cậu ta sử dụng Ngọc thần Mãng Xà để trở thành Aspik, khi Bọ Rùa chọn cậu, không biết rằng cậu chính là Mèo Mun, tuy nhiên Adrien đã trả lại Ngọc thần cho Bọ Rùa, do thất bại liên tục trong việc ngăn chặn Desperada. Trong tập mùa 3, cậu bắt đầu mối quan hệ với Kagami, nhưng không chắc về tình cảm của mình vì cậu vẫn yêu Bọ Rùa.
Trong tập 2 mùa 4 'Lies', Kagami chia tay Adrien vì cô quá mệt mỏi với những lời nói dối liên tục của Adrien. Trong tập phim 'Mr Pigeon 72' mùa 4, Adrien đang quay một quảng cáo tại hồ bơi địa phương cho nhãn hiệu nước hoa mới của cha mình thì nhìn thấy Marinette ở đó trong lúc cô ấy cố gắng đưa cậu và Kagami trở lại với nhau. Sau khi Kagami tiết lộ rằng cô ấy không còn hứng thú với Adrien, Marinette trượt chân, ngã lên đầu Adrien khi họ rơi xuống hồ bơi. Cảnh cuối cùng của tập phim được đặt bên ngoài hồ bơi, nơi trời đang mưa và tương tự với cảnh chiếc ô trong 'Stoneheart' khi Marinette bắt đầu có cảm tình với Adrien vào ngày thứ hai đi học. Tuy nhiên, trong cảnh này, Adrien va đầu vào ô tô, hành động vụng về khiến nhiều người hâm mộ tin rằng đây là lúc cậu bắt đầu nảy sinh tình cảm với Marinette.
Adrien cũng có một số tập sử dụng sức mạnh khác:
- Sử dụng Ngọc thần Bọ Rùa, biến thành Mister Bug (tập 'Reflect Doll và Passion ')
- Sử dụng Ngọc thần Thanh Xà sau khi phũ phàng bỏ rơi Plagg, biến thành Aspik (tập 'Desperada')
- Kết hợp Ngọc thần Hắc Miêu với Ngọc thần Thanh Xà, biến thành Snake Noir (tập 'Miracle Queen')
- Kết hợp Ngọc thần Hắc Miêu với Ngọc Thần Ngọc Thố, biến thành Rabbit Noir(tập Evolution')

#### Gabriel Agreste(Gabieo Anroét)
Gabriel Agreste (tiếng Pháp: Le Papillon mang nghĩa "con bướm", lồng tiếng bởi Keith Silverstein trong bản tiếng Anh và Antoine Tomé trong bản tiếng Pháp) là nhân vật phản diện chính của loạt phim đến thời điểm này. Ông là người sở hữu Ngọc thần Hồ Điệp/ Butterfly Miraculous và cả Ngọc thần Khổng Tước/ Peacock Miraculous. Do season 5 ông đã cướp hết Ngọc Thần của Bọ Rùa( trừ Ngọc Thần Bọ rùa và Ngọc Thần Hắc Miêu), và được 2 siêu anh hùng suất sắc chính là Ladybug và Catnoir lấy lại Ngọc Thần Ngọc Thố và đã trao nó cho Alix Kubdel( trong tập Evoulution), và từ đó ông biến thành Monarch với nhiều ngọc thần.
Thân phận thực sự của ông là nhà thiết kế thời trang nổi tiếng Gabriel Agreste, người cha khắc khổ, nghiêm khắc và bao bọc quá mức của Adrien. Ông ta có mái tóc vàng vuốt cao, đeo kính đen, mắt xanh lam, xuất hiện với áo sơ mi trắng cùng chiếc cà vạt sọc đỏ trắng, áo gi-lê màu ghi và áo com-lê trắng, mặc quần âu đỏ và đi giày trắng. Sau khi có được cả Ngọc thần Hồ Điệp và Khổng Tước trước loạt phim, ông ta sử dụng sức mạnh của kwami Nooroo, để biến thành Bướm Đêm/ Hawk Moth, tạo ra những siêu ác nhân với bướm quỷ của mình, những con bướm được ban sức mạnh đen tối. Ông chọn những người phải trải qua những cảm xúc tiêu cực, sử dụng họ để dụ Bọ Rùa và Mèo Mun và đánh cắp Miraculous của họ. Động lực chính của Gabriel khi đánh cắp Miraculous của các siêu anh hùng là sử dụng sức mạnh của họ để hồi sinh người vợ đang hôn mê Emilie của ông ta. Vũ khí chính của Hawk Moth là một cây gậy có thể che giấu bướm quỷ trong đá ở trên đầu cây gậy.
Trong mùa thứ hai, Gabriel biến mình thành "Người thu thập", một siêu ác nhân có khả năng nhốt bất cứ thứ gì hắn chạm vào vào các trang trong cuốn sổ phác thảo trống của hắn trong khi che giấu danh tính Bướm Đêm của ông ta. Anh ta cũng cho bướm quỷ nhập vào Natalie và biến cô ấy thành Catalyst, người nâng cấp sức mạnh của ông ta, biến ông thành Scarlet Moth.
Trong mùa thứ tư, Gabriel hợp nhất hai Ngọc thần Hồ Điệp và Khổng Tước mới được sửa chữa để trở thành Bướm Ma/ Shadow Moth. Điều này cho phép ông ta sử dụng sức mạnh của Akumatization và Amokization (tạo ra một giác thú) để giúp ông trong nhiệm vụ giành được Ngọc thần Bọ Rùa và Mèo Mun.
Trong mùa thứ 5, sau khi lấy hết tất cả ngọc thần (trừ Ngọc Thần của Bọ Rùa và của Hắc Miêu), ông đã hợp nhất ngọc thần Hồ Điệp cùng với những ngọc thần khác để trở thành Monarch/(tạm dịch là Bướm Chúa). Ở tập "Destruction", ông đã chỉnh các ngọc thần đã lấy đươc (trừ ngọc thần của Ngọc Thố do Bọ Rùa và Mèo Mun đã lấy lại trong tập Evolution) và biến chúng thành những chiếc nhẫn.  

##### Natalie Sancoeur(Natali Sancơ)
Nathalie Sancoeur (lồng tiếng bởi Sabrina Weisz trong bản tiếng Anh và Marie Chevalot trong bản tiếng Pháp) là trợ lý riêng của Gabriel Agreste và cũng biết danh tính của ông ta là Bướm Đêm, theo Gabriel vì tình cảm dành cho ông. Cô cũng là nhân vật phản diện phụ trong phim. Cô có mái tóc xanh với một phần được nhuộm đỏ được búi gọn gàng, mắt xanh, đeo kính, xuất hiện trong bộ trang phục văn phòng màu tím đậm và áo len cao cổ bên trong màu đỏ.
Trong hai tập cuối mùa hai 'Heroes' Day', cô sẵn sàng hóa thân thành Kẻ Xúc Tác/ Catalyst bởi Bướm Đêm, một siêu ác nhân có khả năng gia tăng sức mạnh của người khác. Sau đó, cô sử dụng Ngọc thần Khổng Tước để biến thành Khổng Tước/ Mayura, một siêu ác nhân với khả năng sử dụng amok, những chiếc lông được ban sức mạnh đen tổi để tạo ra các đồng minh giác thú cho những kẻ xấu mà Bướm Đêm tạo ra. Trong khi bị cảnh báo về những tác dụng phụ của việc sử dụng viên ngọc thần bị hỏng, Nathalie bày tỏ ý định muốn thấy tham vọng của Gabriel được thực hiện. Trong tập cuối mùa 3, sau khi rút lui khỏi Bọ Rùa và Mèo Mun, Nathalie đưa cho Gabriel một bản sao của Grimoire với tất cả các manh mối đã được giải từ cuốn sách.
Trong mùa 4, Nathalie được tiết lộ là đang nghỉ ngơi sau các sự kiện của 'Miracle Queen', do cô liên tục sử dụng Ngọc thần Khổng Tước đã bị hỏng trước đây. Tuy nhiên, với hiểu biết về danh tính của các đồng minh của Bọ Rùa, cô ấy đã tạo ra một giác thú tên là Optigami, một sinh vật hình con bướm origami với đôi mắt và khả năng ngụy trang, để theo dõi cuộc sống hàng ngày của những người sử dụng Ngọc thần.

## Nhân vật phụ thường xuyên xuất hiện

### Nhân vật được giao Ngọc thần

#### Sư phụ Fu
Sư phụ Fu (tiếng Hán: 王富 Vương Phú) (lồng tiếng bởi Paul St. Peter trong bản tiếng Anh và Gilbert Lévy trong bản tiếng Pháp) là một cựu Hộ Vệ của những viên ngọc thần. Ông đã đưa cho Marinette Dupain-Cheng và Adrien Agreste những Ngọc thần của họ để ngăn chặn Bướm Đêm và những hành động xấu xa của những ác nhân do hắn tạo ra. Sư phụ Fu là một người ông lão Trung Quốc thấp bé, có đôi mắt nâu sẫm. Tóc ông ấy bạc, để ria mép và râu ria xồm xoàm. Ông mặc một chiếc áo sơ-mi Hawaii màu đỏ với họa tiết hoa dâm bụt màu trắng. Ông năm nay 186 tuổi, là nhân vật già nhất được biết đến trong phim.
Khi còn nhỏ, Fu là một trong số các nhà sư được huấn luyện đặc biệt để giữ an toàn cho các viên ngọc thần tại ngôi đền của Hộ Vệ Trung Hoa, cho đến khi ông làm mất Ngọc thần Khổng Tước và vô tình tạo ra một giác thú làm cho ngôi đền bị phá hủy. Ngọc thần Khổng Tước và Hồ Điệp cùng với cuốn ma đạo thư Miraculous đã bị thất lạc, cả ba hiện đang thuộc quyền sở hữu của Bướm Đêm và được giấu sau bức vẽ của Emilie Agreste, cũng chính là lối đi mà ông ta sử dụng để vào hang ổ của mình. Ông từng là chủ nhân của Ngọc thần Lục Vũ/ Turtle Miraculous, nhưng ông hiện đã quá già để có thể sử dụng sức mạnh của mình.
Sau khi trao quyền sở hữu Chiếc hộp Ngọc thần cho Marinette Dupain-Cheng, Sư phụ Fu gặp lại Marianne, tình yêu đã mất từ lâu của ông ấy, người biết những người sử dụng Miraculous và sức mạnh của họ, và họ cùng nhau rời Paris. Ông quay trở lại Paris trong mùa 4, trong tập 'Furious Fu', khi ông bị bướm quỷ nhập, trở thành ác nhân sau khi đối mặt với Su-han và cây gậy của ông bị đánh cắp. Nhưng sau khi được Bọ Rùa phục hồi, ông đã làm lành với Su-han, người đã xin lỗi về hành vi dại dột của mình trước đó, và một lần nữa rời Paris sau khi được Bọ Rùa ban cho một tấm bùa đặc biệt.

#### Alya Césaire(Alya Xise)
Alya Césaire (được lồng tiếng bởi Carrie Keranen trong bản tiếng Anh và Fanny Bloc trong bản tiếng Pháp) là bạn thân nhất của Marinette. Cô là chủ nhân của Ngọc thần Yêu Hồ/ Fox Miraculous. Alya có nước da ngăm đen và đôi mắt màu hạt dẻ, mái tóc xoăn màu nâu đỏ hơi dài qua vai, với phần ngọn tóc có màu đỏ đồng nhạt hơn. Phía trên lông mày bên phải, cô ấy có một cái nốt ruồi. Cô ấy đeo kính gọng đen, mỗi bên có một đốm trắng, trong khi trang phục của cô ấy gồm áo trắng bên trong áo sơ mi kẻ sọc ngắn tay với sọc trắng, cam và tím; quần jeans xanh nhạt và giày thể thao trắng và đen.
Alya khá năng động, đam mê và hài hước, tự tin, nhưng lại rất thông minh. Cô ấy cực kỳ trung thành, hữu ích và đôi khi tự đề cao mình. Cô còn rất biết cách dỗ trẻ con. Cô liên tục giúp đỡ Marinette về những vấn đề của cô ấy, hầu hết liên quan đến việc Marinette cố gắng, và rồi thất bại, khi nói chuyện với Adrien. Cô ấy thường khuyến khích và giúp đỡ cô bạn thân nói chuyện với cậu. Cô là lớp phó của lớp, hỗ trợ cho lớp trưởng Marinette. Cô mong muốn trở thành một nhà báo và phụ trách blog của trường. Cô ấy là một fan hâm mộ lớn của các siêu anh hùng và giống như những người bạn đồng trang lứa của cô ấy, là một fan cuồng nhiệt của Bọ Rùa; cô ấy thậm chí còn điều hành một fansite được gọi là Ladyblog, nhưng giống như những người khác, không biết về danh tính siêu anh hùng của Marinette trong ba mùa đầu tiên của loạt phim.
Khi bị bướm quỷ nhập, cô biến thành Lady Wifi. Lần đầu trong tập 4 mùa 1, khi cô bị đuổi học khỏi trường. Lần thứ 2 là trong tập 22 mùa 3, sau khi tức giận vì tin nhắn hồi âm của Adrien, thực chất là Félix giả dạng, cô cùng với Juleka và Rose hợp thành Bộ ba trừng phạt. Cô lại bị biến thành Lady Wi-Fi trong tập 3 mùa 4 'Gang of Secrets', cùng với Alix, Juleka, Mylène và Rose để hợp thành Ngũ quái bí mật, nhưng Bọ Rùa đã giúp Alya thoát khỏi sự kiểm soát của Moth lần đầu tiên trong đời. Alya là người đầu tiên thoát ra khỏi tầm kiểm soát của Bướm Đêm/ Bướm Ma khi vẫn bị nhập bởi bướm quỷ. Tập 7 mùa 3, cô cùng với Nino bị biến thành Oblivio, sau khi cảm thấy xấu hổ vì bị mọi người phát hiện đang chơi trò chơi Super Penguino riêng.
Alya được Bọ Rùa đưa cho Ngọc thần Yêu Hồ, biến cô thành Cáo Đỏ/ Rena Rouge lần đầu trong tập 11 mùa 2 'Sapotis', sau đó được trong cả một số tập khác. Trong tập cuối mùa 3, cô cùng những người khác dưới sức mạnh của Miracle Queen đã bị buộc phải chọn ra Ngọc thần của mình. Sang đến mùa 4, cô được biết rằng Marinette chính là Bọ Rùa. Trong tập 'Optigami', dù cô phạm sai lầm, Marinette vẫn quyết định giao Ngọc thần Yêu Hồ cho Alya, trở thành đồng minh trên mọi mặt trận của Marinette. Tuy vậy, trong tập 'Sentibubbler', Bướm Ma cho rằng Alya và Bọ Rùa không chỉ là đồng minh. Trong khi đó, với sự hiểu biết về danh tính của Alya là Cáo Đỏ, Bướm Ma gây khó dễ cho cô, bắt cô phản bội Bọ Rùa. Tuy nhiên, Alya trong vai Cáo Đỏ có ưu thế hơn, lừa Bướm Ma tin rằng Bọ Rùa sẽ không còn đưa Ngọc thần Yêu Hồ cho Alya nữa. Tiếp theo trong 'Rocketear', màu sắc trang phục của cô thay đổi để phù hợp với công việc bí mật mới của cô. Cô đổi tên siêu anh hùng của mình thành Cáo Lén Lút/ Rena Furtive. Vai trò chính của cô là sử dụng ảo ảnh để giúp Bọ Rùa, bắt Shadow Moth và không bao giờ bị kẻ thù nhìn thấy. Vũ khí của cô là một cây sáo. Sức mạnh đặc biệt của Rena, "Mirage", cho phép cô tạo ra ảo ảnh, tuy nhiên khi chạm vào, ảo ảnh sẽ biến mất.
Cô và Nino là một cặp đôi kể từ tập 16 phần 1 'Animan'. Họ không có bất cứ bí mật nào với nhau, kể cả việc họ đều đã từng sử dụng Ngọc thần. Tuy vậy, đến cuối tập 'Rocketear', Alya thú nhận với Nino rằng cô ấy vẫn đang sử dụng Ngọc thần Yêu Hồ kể từ khi cô ấy lừa Shadow Moth tin rằng cô không còn là Cáo Đỏ và tiếp tục giữ bí mật với Bọ Rùa để giữ họ khỏi nguy hiểm từ Shadow Moth, để cặp đôi vẫn có sự thấu hiểu lẫn nhau.

#### Nino Lahiffe(Ninô Lahíp)
Nino Lahiffe (lồng tiếng bởi Ben Diskin trong mùa 1–3, Zeno Robinson trong Miraculous World: New York: United HeroeZ-hiện tại trong bản tiếng Anh, và Alexandre Nguyễn trong bản tiếng Pháp) là bạn thân nhất của Adrien. Cậu là người sử dụng Ngọc thần Lục Vũ/ Turtle Miraculous. Nino cao, với mái tóc ngắn màu nâu sẫm, làn da rám nắng và đôi mắt màu hổ phách. Cậu ta mặc một chiếc áo sơ mi ngắn tay màu xanh lam có thiết kế mắt ở phía trước, quần jeans xanh xám và giày cổ cao màu đỏ và trắng với thiết kế kỵ sĩ trắng trên lưỡi, đội một chiếc mũ lưỡi trai màu đỏ trơn trên đỉnh đầu, đeo kính gọng đen. Một cặp tai nghe màu xám đậm, xanh lam và cam có thể được nhìn thấy quanh cổ Nino. Ngoài ra, cậu còn đeo các dải màu xanh lá cây chanh, hồng, đỏ, xanh lam và vàng quanh cổ tay phải.
Nino vui vẻ, nhiệt tình, thân thiện và giàu lòng nhân ái. Cậu luôn nói ra những suy nghĩ của mình. Nếu Nino có linh cảm về một chuyện gì đó, cậu ấy sẽ luôn tin vào linh cảm của mình, thậm chí là một cách cứng đầu. Cậu luôn thay mặt Adrien nói chuyện với Gabriel, nhưng tất nhiên không bao giờ Gabriel theo đúng ý cậu. Tuy vậy, đôi lúc cậu tỏ ra lo lắng, y như Marinette mỗi khi gặp Adrien. Cậu ấy làm DJ tại đài phát thanh của trường, trong các bữa tiệc và khi đi chơi với bạn bè.
Khi bị bướm quỷ nhập, cậu biến thành 2 ác nhân khác nhau. Lần đầu cậu biến thành Bubbler, người có thể tạo ra và điều khiển bong bóng trong tập 2 mùa 1, do cậu cảm thấy người lớn muốn ngăn con cái họ vui vẻ sau khi Gabriel không cho Adrien tổ chức sinh nhật. Lần thứ hai cậu biến thành Rocketear, người sử dụng những giọt nước tiết ra từ mắt để phá hủy mọi thứ trong tập 17 mùa 4, khi cậu nghi ngờ Alya có tình cảm và qua lại với Mèo Mun. Ngoài ra, cậu cùng Alya bị biến thành Oblivio trong tập 7 mùa 3.
Trong tập 18 mùa 2 'Anansi', Nino được Bọ Rùa tạm thời cho mượn Ngọc thần Lục Vũ và biến thành siêu anh hùng Mai Rùa/ Carapace. Cậu cũng bị sức mạnh của Miracle Queen bắt chọn ra Ngọc thần của mình, nhưng cậu không chọn được do thời điểm đó Sư phụ Fu đang sử dụng nó. Sang đến mùa 4 tập 'Optigami', Alya đã đưa Ngọc thần Lục Vũ cho người mà cô tưởng là Nino, thực chất đó chỉ là một con giác thú, nhờ đó Bướm Ma đã suy ra Alya không phải một người sử dụng Ngọc thần đơn thuần. Vũ khí của cậu là một chiếc khiên và sức mạnh đặc biệt của cậu, "Shell-ter", cho phép cậu tạo ra một trường lực không thể bị phá hủy.
Nino đã phải lòng Marinette, nhưng trong mùa 1 tập 'Animan', cậu phát hiện ra rằng mình có nhiều điểm chung với Alya, và họ trở thành một cặp. Tính cách thẳng thắn của cậu rất phù hợp với một người vốn không thích những lời dối trá như Alya. Cả hai tiết lộ với nhau chuyện họ được Bọ Rùa đưa cho Ngọc thần, và chuyện này được Alya và Nino lần lượt tiết lộ với Marinette và Adrien. Nino nói với Adrien Bọ Rùa đã đưa Ngọc thần cho cả hai cùng lúc, khiến cho Adrien cảm thấy bất công và tức giận khi Bọ Rùa nhất quyết giữ khoảng cách với mình.

#### Chloe Bourgeois(Clâui Bujua)
Chloé Bourgeois (lồng tiếng bởi Selah Victor trong bản tiếng Anh và Marie Chevalot trong bản tiếng Pháp) là cô con gái vô cùng tự cao và hống hách của thị trưởng Paris Andre Bourgeois và bà hoàng thời trang Audrey Bourgeois. Cô từng là chủ nhân của Ngọc thần Hoàng Phong/ Bee Miraculous cho đến trước mùa 4. Chloé có chiều cao trung bình với mái tóc lượn sóng màu vàng mật ong nhẹ được buộc đuôi ngựa cao và đôi mắt xanh biển nhạt. Cô hầu như luôn trang điểm; bóng mắt màu xanh nhạt, son môi nude và má hồng đào nhẹ. Cô mặc một chiếc áo khoác dài tay màu vàng bên ngoài áo sơ mi trắng sọc đen với thắt lưng có đinh tán hình kim cương, mặc quần trắng và đi giày trắng với đế màu đen. Cô ấy có một chiếc vòng cổ bằng dây chuyền vàng, với một quả cầu vàng quyến rũ. Cô ấy cũng có một chiếc kính râm gọng trắng trên đầu.
Chloé là một cô gái hư hỏng, kiêu ngạo, đua đòi và hời hợt, làm mọi thứ có thể để hạ nhục và làm bẽ mặt các học sinh khác. Cô thường nghĩ ra những lời lăng mạ cho người khác, đặc biệt là các bạn cùng lớp của mình. Những lời lăng mạ của cô nhiều lúc khiến người khác bị bướm quỷ nhập; khi cô là mục tiêu của những ác nhân đó, cô phủ nhận và cho rằng mình chẳng có lỗi gì cả. Do là con gái của thị trưởng, cô nghĩ rằng mình là người quan trọng nhất trên đời, do ông bố cực kì nuông chiều; mỗi khi có chuyện gì không hay đối với cô, cô sẽ mách bố để bố gây áp lực, đặc biệt là những khi cô gặp chuyện trong lớp học. Khi bố không đáp ứng, cô dọa sẽ mách mẹ. Cô có một người bạn mà cô coi như người hầu, Sabrina, cả hai thường xuyên cùng nhau bắt nạt những người khác. Chloe cũng nhờ Sabrina tìm ra những thứ đáng xấu hổ của bạn cùng lớp để ngăn họ cạnh tranh chức lớp trưởng với mình; cô là cán bộ lớp suốt từ khi bắt đầu đi học đến trước khi bộ phim diễn ra. Câu cửa miệng của cô (đặc biệt dùng để miêu tả Marinette): "Vô lý! Hoàn toàn nực cười!" (Ridiculous! Utterly ridiculous!), học được từ mẹ cô.
Tuy vậy, đôi lúc cô vẫn có những lúc tốt tính, đặc biệt là đối với Adrien và Bọ Rùa. Cô có một mối quan hệ thân thiết với Adrien, thường gọi cậu bằng cái tên thân mật Adrikins, cậu là người bạn duy nhất thời thơ ấu của cô (cũng là lý do Adrien là người duy nhất mà Chloe đối xử tốt trong số những người bạn của cô) và cô thường cố gắng quyến rũ cậu, dẫn đến sự cạnh tranh liên tục với Marinette cho tình cảm của cậu. Cô là một fan hâm mộ lớn của Bọ Rùa, thường cố gắng chụp ảnh với cô ấy; cô thậm chí còn có một bộ trang phục Bọ Rùa và thường xuyên bắt chước cô, không biết rằng Bọ Rùa thực sự là người cô thường xuyên bắt nạt. Cô sẵn sàng giúp đỡ và nghe lời khuyên từ Bọ Rùa và Adrien và cũng có thể cảm thấy hối hận vì những hành động của mình. Phần lớn những thói xấu của cô, ngoài có một ông bố nuông chiều, còn do ông mẹ không thèm nuôi cô và thậm chí còn không nhớ tên cô. Cô muốn mẹ dành nhiều thời gian hơn cho mình. Nhờ Marinette, cô và mẹ đã nhận ra nhiều điểm chung như hống hách và thích ra lệnh, và bà đã quyết định ở lại Paris. Do giáo dục của cha mẹ cả đấy.
Ngoài việc làm cho người khác bị ác hóa, chính cô cũng bị ác hóa vô số lần. Trong tập phim 'Antibug', cô trở thành Antibug siêu phàm có khả năng tương tự như Bọ Rùa, những thứ giống như Bùa May Mắn, nhưng đen tối hơn và muốn trả thù Bọ Rùa vì đã làm ngơ đối với cô. Tập 23 mùa 2, Chloe trong hình dạng Queen Bee bị bướm quỷ nhập sau khi cảm thấy lạc lõng khi mà cô cảm thấy mẹ cô ưu ái Marinette hơn còn Bọ Rùa và Mèo Mun không cần cô. Cô hóa thành Queen Wasp, với sức mạnh tương tự như "Venom" nhưng vô hạn làm tê liệt mọi người. Hai tập cuối mùa 3, cô lại bị bướm quỷ nhập khi đang biến hình thành Queen Bee, cô trở thành Miracle Queen với sức mạnh điều khiển những người bị ong đốt, kể cả những người đã từng sử dụng Ngọc thần. Nhưng sau đó, khi Bọ Rùa cứu Paris một lần nữa và tước bỏ vĩnh viễn sức mạnh và tư cách siêu anh hùng của cô, Chloé từ bỏ tất cả sự ngưỡng mộ và lòng trung thành với Bọ Rùa, trở thành kẻ thù của cô. Lần gần nhất trong phần 4 tập 'Queen Banana', cô tức giận vì mọi người đóng phim mà không có cô, cô biến thành người hùng do cô tự nghĩ ra, người có sức mạnh biến mọi thứ thành chuối bằng một khẩu súng...chuối (Seriously?) cùng sự giúp sức của một con khỉ đột khổng lồ. Cuối tập, cô lại suýt bị nhập nhưng lần này cô đã đeo tấm bùa của Bọ Rùa, do đó bướm quỷ không còn có thể nhập vào cô được nữa.
Trong tập 2 'Style Queen', cô tìm thấy Ngọc thần Hoàng Phong sau khi Bọ Rùa đánh rơi do bị Style Queen tấn công, và trong tập tiếp theo 'Queen Wasp', cô biến thành Ong chúa/ Queen Bee trước mặt mọi người. Trong tập 'Malediktator' sau đó, Marinette mượn lại Ngọc thần Hoàng Phong và đưa cho cô. Cô còn được sử dụng Ngọc thần thêm một lần nữa vào cuối mùa 2 'Heroes' Day'. Cho đến mùa 3 tập 'Miraculer', cô ấy bị đình chỉ làm Ong chúa do danh tính công khai của cô ấy làm cô ấy trở thành gánh nặng đối với các anh hùng sau khi Khổng Tước suýt lấy được Ngọc thần Hoàng Phong, và dần dần bắt đầu mất niềm tin vào Bọ Rùa. Sau đó, Ngọc thần Hoàng Phong đã có chủ sở hữu mới, cô em cùng mẹ khác cha của cô, Zoe Lee.

#### Mylene Haprèle
Mylène Haprèle (lồng tiếng bởi Jessica Gee-George trong bản tiếng Anh và Jessie Lambotte trong bản tiếng Pháp) là một học sinh hiền lành và thân thiện trong lớp của cô Bustier. Cô là người sử dụng Ngọc thần Ngân Thử/ Mouse Miraculous. Mylène khá thấp và mũm mĩm với mái tóc vàng được tạo kiểu dreadlock với vài sợi nhuộm màu xanh lá cây malachite, màu xanh hoa ngô và màu hoa hồng rực rỡ, đôi mắt màu nghệ tây và son môi màu đỏ tươi nhạt. Cô đeo một chiếc khăn màu hồng để buộc tóc, và có một chiếc vòng cổ với mặt dây chuyền bằng đá. Cô mặc một chiếc áo phông màu thiên thanh với hình một chú chim bồ câu mang theo cành cây ô liu có 3 chiếc lá màu trắng, bên dưới là một chiếc áo khoác màu vàng chanh xám có mũ trùm đầu. Có những chiếc ghim cài vào áo khoác của cô. Ngoài ra, cô mặc quần jeans ngắn xắn cao, quần legging màu nâu và giày thể thao màu tím sẫm và trắng. Cô thường đeo chiếc ghim mà Ivan đưa cho cô trong tập 'Horrificator'.
Cô nằm trong nhóm những người bạn khá thân của Marinette. Cha của Mylène là một diễn viên kịch câm nổi tiếng khắp nước Pháp nhờ các chương trình giải trí. Mylène là một cô gái nhu mì và thân thiện. Tuy rằng cô hay tỏ ra mạnh mẽ, nhưng thực sự cô có nỗi sợ với hầu như mọi thứ. Cô có một huy hiệu cho nỗi sợ ong, một huy hiệu cho nỗi sợ nước, và chiếc vòng cổ của cô cho nỗi sợ các huy hiệu. Trong 'Horrificator', cô sợ hãi chiếc mặt nạ trong lúc đóng phim kinh dị và sau đó bị Chloe trêu chọc. Cô thậm chí còn khóc vì cô chỉ biết sợ hãi. Tuy nhiên, cô thường nói tốt về những người mà cô yêu quý, và luôn tìm kiếm điều tốt đẹp nơi người khác. Mylène đang hẹn hò với Ivan. Hai người dường như đang đưa mối quan hệ của họ tiến xa hơn, chẳng hạn như việc giới thiệu nhau với gia đình của họ.
Cũng trong tập 'Horrificator', cô bị Bướm Đêm biến thành ác nhân cùng tên, một con quái vật càng lớn và càng mạnh mỗi khi người khác sợ hãi cô, ngược với lúc bình thường khi cô sợ hãi mọi thứ. Trong phần 4, cô bị bướm quỷ nhập và lại biến thành Horrificator trong tập phim 'Gang of Secrets', cùng với Rose, Alix, Alya và Juleka hợp thành Ngũ quái bí mật.
Trong mùa 4 tập 'Mega Leech', cô được Bọ Rùa đưa cho Ngọc thần Ngân Thử và biến thành Polymouse để chống lại nhiều bản sao Malediktator. Vũ khí của cô là một chiếc dây nhảy mà cô quấn quanh người làm đuôi chuột và sức mạnh đặc biệt của cô, "Multitude" cho phép cô nhân bản chính mình.

#### Rose Lavillant
Rose Lavillant (lồng tiếng bởi Erin Fitzgerald trong mùa 1, Reba Buhr từ mùa 2 trong bản tiếng Anh và Jessie Lambotte trong bản tiếng Pháp) là một học sinh dễ thương, tốt bụng và sôi nổi trong lớp của cô Bustier. Cô là người sử dụng Ngọc thần Lạc Trư/ Pig Miraculous. Rose là một cô gái da trắng, hơi rám nắng, hàng lông mày mỏng, đôi mắt to tròn màu xanh ngọc bích. Tóc của cô được tạo kiểu pixie màu vàng mật ong với phần tóc mái hơi che mắt sang bên phải và một phần tóc búi nhỏ ở trên. Rose mặc một chiếc váy màu hồng với ống tay màu hồng nhạt. Chiếc váy có các sọc màu hồng và hồng nhạt ở phía trước, phần lưng màu hồng có thiết kế cánh màu vàng nhạt và một dải màu đỏ buộc quanh eo của cô. Cô cũng mặc một chiếc váy ngắn màu hồng với hai viền trắng ở dưới cùng, quần legging màu trắng, đeo hai vòng tay màu hồng quanh cổ tay phải và đi xăng-đan hồng có đế màu nâu.
Rose là một cô gái ngọt ngào, vui vẻ và ngây thơ. Với thái độ luôn lạc quan và vui vẻ, Rose quan tâm đến mọi người xung quanh, thường tỏ ra biết ơn và thích giúp đỡ họ. Tuy nhiên đôi lúc lòng tốt của cô bị lợi dụng bởi người khác. Ngoài ra, cô cũng có thể rất dũng cảm và mạnh mẽ, như lúc cô lao vào cứu Chloe trong 'Zombizou'. Cô ấy còn to tiếng với Marinette khi cô không có dũng khí để tặng quà cho Adrien trong 'Cat Blanc'. Trong tập 'Guiltrip', Juleka tiết lộ Rose mắc một căn bệnh từ nhỏ, nhưng cô không tiết lộ với ai ngoài Juleka. Khi tất cả mọi người biết chuyện, Rose cảm thấy không hài lòng vi sợ mọi người sẽ lo lắng thái quá cho mình. Cô ấy nằm trong nhóm bạn thân của Marinette, là bạn thân nhất của Juleka. Cô là fan hâm mộ của Hoàng tử Ali, có tình cảm với Ali mặc dù có gợi ý rằng cô và Juleka đang có một mối quan hệ lãng mạn khi Adrien tìm kiếm các cặp đôi trong "Frozer". Cô cũng đồng thời là ca sĩ chính của ban nhạc Kitty Section.
Khi bị bướm quỷ nhập, cô hóa thành Công Chúa Mùi Hương/ Princess Fragrance. Trong mùa 1 tập 'Princess Fragrance', cô bị bướm quỷ nhập, trở thành ác nhân có khả năng tẩy não mọi người bằng nước hoa của mình. Cô có ý định cưới Hoàng tử Ali. Khi Bọ Rùa ngăn cản việc đó, cô lại đổi ý muốn cùng Ali rời khỏi Paris. Trong tập phim 'Félix', cô cùng Alya và Juleka bị bướm quỷ nhập, tạo thành Bộ ba trừng phạt sau khi tức giận với Adrien, thực chất là do Felix đóng giả. Trong "Gang of Secrets", cô bị bướm quỷ nhập cùng với Alix, Alya, Mylène và Juleka tạo thành Ngũ quái bí mật.
Trong tập 'Guiltrip', khi Rose nhận được sự quan tâm thái quá của bạn bè khi biết được căn bệnh của cô, Juleka đã cảm thấy tội lỗi vì nghĩ đó là lỗi của mình, tạo điều kiện cho bướm quỷ nhập vào cô, biến cô lại thành Reflekta. Khi Guiltrip, giác thú của Reflekta nuốt Juleka cùng với các học sinh khác, Rose tạm thời được Bọ Rùa trao cho Ngọc thần Lạc Trư và biến thành nữ siêu anh hùng Pigella. Vũ khí của cô là một cái lục lạc và sức mạnh đặc biệt "Gift" của cô ấy tạo ra một hộp quà mở ra hình ảnh về điều ước thầm kín nhất của đối tượng.

#### Juleka Couffaine
Juleka Couffaine (được lồng tiếng bởi Erin Fitzgerald trong mùa 1, Reba Buhr từ mùa 2 trong bản tiếng Anh và Marie Nonnenmacher trong bản tiếng Pháp) là một cô gái trầm tính và kín đáo trong lớp của cô Bustier, là em gái song sinh của Luka Couffaine. Cô là người sử dụng Ngọc thần Mãnh Hổ/ Tiger Miraculous. Juleka là một cô gái mảnh khảnh, nước da trắng bóc. Cô có đôi mắt đỏ rực và mái tóc đen dài đến hông, với phần đuôi tóc và tóc mái che phía bên trái của khuôn mặt đều được nhuộm màu tím. Juleka mặc một chiếc áo phông đen có cổ thiên nga với cổ áo và túi bên màu xanh lơ, cùng tay áo màu đen. Cô cũng mặc quần legging màu tím rách và giày thể thao cao cổ màu đen với đế trắng. Trên tay, cô ấy có găng tay ren cụt ngón có thiết kế hoa văn kim cương.
Cô ấy là bạn thân nhất của Rose Lavillant, mặc dù nhiều lần người ta ám chỉ rằng họ đang ở trong một mối quan hệ lãng mạn. Juleka rất rụt rè và lo lắng khi gặp người khác nhưng lại rất tốt bụng. Cô ấy không nói thường xuyên như các bạn cùng lớp và khi làm vậy, cô ấy thường tự lẩm bẩm một cách rất khó nghe. Vì bản tính trầm lặng của mình, Juleka cảm thấy như không ai để ý đến mình và quên mất cô ấy đang ở xung quanh, nhưng cô ấy biết rằng có những người quan tâm đến cô ấy. Juleka có vẻ thích những thứ đáng sợ hoặc không sợ những điều đó, vì cô ấy là học sinh duy nhất không sợ Horrificator, cho rằng nó "tuyệt vời". Mặc dù nhút nhát, Juleka có thể rất dũng cảm và hay hỗ trợ bạn bè của mình. Cô còn là người đứng ra hòa giải mâu thuẫn giữa cha mẹ mình. Tuy nhiên, cô ấy dễ dàng cảm thấy tội lỗi khi nói với bạn cùng lớp về tình trạng của Rose, khiến mọi người quan tâm Rose quá mức. Cô là tay guitar bass trong ban nhạc Kitty Section. Trong tập 1 mùa 4 'Truth', Luka sau khi bị bướm quỷ nhập, trở thành Truth đã biết được sự thật rằng Jagged Stone chính là cha ruột của cậu và Juleka.
Trong 'Reflekta', cô bị Bướm Đêm biến thành ác nhân có khả năng biến mọi người thành bản sao của cô, sau khi bị nhốt trong nhà vệ sinh để Chloe có cơ hội đứng gần với Adrien. Cô lại bị biến thành Reflekta sau khi cô mất cơ hội chụp ảnh chung với Adrien cho thiết kế của Marinette, không cho cô cơ hội giải thích. Lần này cô có thêm sự hỗ trợ của giác thú Reflekdoll. Trong tập phim 'Félix', Alya, Juleka và Rose đã biến thành Bộ ba trừng phạt. Trong 'Gang of Secrets', cô lại bị biến thành thành Reflekta, cùng với Timebreaker, Lady Wifi, Horrificator và Princess Fragrance, tạo thành Ngũ quái bí mật. Trong tập 8 mùa 4, cô ấy bị biến trở lại thành Reflekta và lần này giác thú của cô có tên Guiltrip, một cánh cổng sống tạo ra các bong bóng màu tím gây ra cảm giác tội lỗi và biến bất kỳ ai thành các bản sao Reflekta có thể bắn ra các tia năng lượng giống như bản gốc. Cô lại suýt bị bướm quỷ nhập khi nghĩ rằng Jagged chỉ quan tâm đến cậu anh trai, nhưng thực chất Jagged đã chuẩn bị một món quà đó là chiếc guitar bass đầu tiên của Jagged trong ngày sinh nhật của hai anh em.
Trong 'Crocoduel', Juleka tạm thời được trao cho Ngọc thần Mãnh Hồ, biến thành Purple Tigress. Vũ khí của cô là một cây roi bola và sức mạnh đặc biệt của cô "Collision" đem lại cho cô một cú đấm cực kỳ mạnh mẽ.

#### Luka Couffaine(Luka Cufen)
Luka Couffaine (hoặc Couphène) (lồng tiếng bởi Andrew Russell trong bản tiếng Anh và Gauthier Battoue trong bản tiếng Pháp) là anh trai song sinh của Juleka Couffaine. Cậu là người sử dụng Ngọc thần Thanh Xà/ Snake Miraculous. Luka là một thiếu niên cao, mảnh khảnh với làn da trắng. Cậu có chiếc mũi kiểu La Mã, đôi môi màu hồng nhạt, đôi mắt màu lục lam và mái tóc đen dài vừa phải có phần ngọn được nhuộm màu lam đậm. Trang phục của cậu gồm áo phông trắng có in hình Jagged Stone màu đen và quần jean đen rách ở đầu gối. Cậu có một chiếc áo khoác denim màu xanh hoàng hôn bên ngoài một chiếc áo cardigan màu xanh lam dài đến khuỷu tay có mũ trùm đầu, cũng như đôi giày thể thao converse cao cổ màu đen với các họa tiết sặc sỡ. Trên cổ tay phải của cậu, có một chiếc vòng da màu nâu, dây đeo cổ tay màu vàng và cam, móng tay của cậu được sơn màu đen.
Luka là một thiếu niên điềm đạm có tính cách pha trộn giữa vui tươi, quyến rũ, và trưởng thành hơn so với bạn bè đồng trang lứa, cũng như rất biết lắng nghe giống như Kwami của cậu, Sass. Cậu rất giỏi đọc cảm xúc của mọi người và thể hiện nó qua âm nhạc. Luka rất tốt bụng và hào phóng, đặc biệt là đối với bạn bè và gia đình của cậu, và cả với những người cậu mới gặp. Giống như Adrien, cậu cũng ủng hộ và khuyến khích những người khác chẳng hạn như em gái Juleka của mình. Luka  dễ tính và thoải mái. Tuy nhiên, đôi khi cậu có thể mất bình tĩnh nếu cảm thấy rằng cậu và chủ yếu là bạn bè của cậu bị đối xử không tốt. Cậu đã yêu Marinette ngay từ lần đầu tiên họ gặp nhau, luôn là người an ủi cô ấy khi cô thất vọng, thường là khi cô ấy buồn vì không thể nói cho Adrien biết cảm xúc của mình.
Khác với đa số bạn bè đồng trang lứa trong phim, cậu có một công việc, người giao pizza. Tuy cậu rất tâm huyết với âm nhạc nhưng không muốn trở thành ngôi sao nhạc rock mà lại muốn trở thành người làm nhạc cụ có dây để mọi người bộc lộ cảm xúc qua chúng. Cậu cũng là một thành viên của ban nhạc Kitty Section và là một tay guitar. Hai anh em sinh sống ở trên một con thuyền cùng với mẹ, bà Anarka Couffaine.
Trong tập 6 mùa 3, Luka lần đầu bị Bướm Đêm hóa thân thành ác nhân Silencer có sức mạnh ăn cắp giọng nói, trong lần hiếm hoi cậu nổi giận khi Bob Roth ăn cắp ý tưởng của Kitty Section và đe dọa Marinette. Ác nhân này có một mục đích duy nhất là buộc Bob Roth nói ra sự thật, lấy lại công bằng cho ban nhạc và đặc biệt là bảo vệ Marinette, người mà cậu đã thể hiện tình cảm trong hình hài Silencer. Cuối mùa 3, Luka và Marinette đã chính thức trở thành một cặp. Tuy nhiên sang tập 1 mùa 4, Marinette thường bỏ dở các buổi đi chơi với Luka, khiến cậu rất buồn. Khi hỏi cô lý do, cô lại không thể nói ra khiến cậu một lần nữa trở thành nạn nhân của Bướm Ma. Cậu đã đấu tranh để chống lại sức mạnh xấu, tuy nhiên đã chịu thua và trở thành Truth có sức mạnh buộc đối phương nói ra sự thật, cùng sự giúp đỡ của giác thú Light Eye. Nhờ đó, cậu đã buộc mẹ nói ra người cha của mình, chính là Jagged Stone. Cuối tập, cậu và Marinette đã chia tay, dù cậu vẫn luôn ở bên giúp đỡ Marinette nhưng cô lại tỏ ra ngại chạm mặt với cậu, khiến cậu suýt bị bướm quỷ nhập một lần nữa (tập 'Crocoduel'), nhưng nhờ các bạn mà cậu đã không còn cảm xúc tiêu cực nữa. Cuối tập phim, họ làm lành và nối lại tình bạn của họ.
Trong mùa 3 tập 'Desperada', cậu tạm thời nhận được Ngọc thần Thanh Xà từ Bọ Rùa và biến thành Viperion, sau khi Adrien sử dụng Ngọc thần trong hơn ba tháng nhưng vẫn không thành công. Vũ khí của cậu là một cây đàn lia và sức mạnh đặc biệt "Second Chance" cho phép cậu tua lại thời gian tối đa năm phút để sửa lỗi, với số lần tua lại vô hạn. Cuối mùa 3, Luka vì muốn cứu Marinette đã bị sức mạnh của Miracle Queen ảnh hưởng, buộc cậu chọn ra Ngọc thần mình đã sử dụng. Sau đó trong 'Wishmaker', khi Alec Cataldi bị biến thành Wishmaker, Bọ Rùa lại đưa Ngọc thần Thanh Xà cho Luka để biến thành Viperion để reset nếu danh tính bí mật của cô hoặc Mèo Mun bị lộ. Luka, nhờ sức mạnh của mình, qua những lần thất bại đã biết được Marinette và Adrien lần lượt là Bọ Rùa và Mèo Mun nhưng cậu tiếp tục reset cho đến khi họ đánh bại được Wishmaker. Sau đó, Luka giữ bí mật danh tính của họ và khẳng định không ai kể cả Luka biết được danh tính của Bọ Rùa và Mèo Mun, đẩy mối quan hệ giữa Luka và Marinette đi theo một hướng mới.

#### Alix Kubdel
Alix Kubdel (lồng tiếng bởi Kira Buckland trong bản tiếng Anh, Adeline Chetail trong bản tiếng Pháp mùa 1 và Marie Nonnenmacher mùa 2 trở đi) là một học sinh cá tính và thích cạnh tranh trong lớp của cô Bustier. Cô là chủ nhân của Ngọc thần Ngọc Thố/ Rabbit Miraculous, một món đồ gia truyền do cha cô truyền lại, tuy nhiên cô không biết chuyện này cho đến khi phiên bản tương lai của cô trở về và sử dụng nó.
Alix là một cô gái tuổi teen người Pháp gốc Ả Rập mảnh mai, thấp và gầy với đôi mắt màu ngọc bích rực rỡ và mái tóc hồng / đỏ lộn xộn được buộc một phần thành đuôi ngựa nhỏ ở bên phải. Alix đội một chiếc mũ lưỡi trai màu đen với logo chữ S màu đen viền trắng ở mặt trước. Cô mặc một chiếc áo sơ mi dài tay màu xanh xám nhạt bên dưới chiếc áo ba lỗ màu đỏ sẫm. Mỗi ống tay áo có một dải có hoa văn con rắn với vảy màu xanh lá cây. Cô cũng mặc quần jeans ngắn màu đen với những đường khâu màu hồng và ống có ren đen, vớ dài ống đen với hai sọc ngang màu hồng và đen lưỡi đỉnh cao, họa tiết ca rô đen và xanh lá với một đường lượn sóng màu cam và đế trắng. Trong tương lai, cô trở nên cao hơn nhiều và nhuộm tóc màu đỏ với ngọn tóc màu đen được tạo kiểu cắt pixie. Cô mặc một chiếc áo màu hồng với một bánh răng đen có tai thỏ, một chiếc áo khoác màu đen bên ngoài, găng tay dài ngón màu đen, một cặp kính trên đầu, quần short denim bên ngoài quần legging, và đôi giày thể thao cũ. Cô ấy cũng đeo khuyên trên tai và mũi, và cánh tay của cô ấy có hình xăm vảy rắn màu xanh lá cây, được trang trí bằng những bông hoa màu hồng.
Cô nằm trong nhóm bạn cùng chơi với Marinette và là đối thủ của Kim. Alix là một cô nàng tomboy. Mạnh mẽ, bướng bỉnh, liều lĩnh và tự tin, cô ấy không sợ thử thách hay nói ra những điều mình nghĩ. Đồng thời, cô ấy cũng có thể tử tế và biết ơn và hay giúp đỡ người khác. Cô ấy có thể trở nên xúc động và oán giận người khác nếu ai đó làm sai điều gì. Tuy vậy khi lớn lên, nhờ sức mạnh du hành thời gian, cô đã dần học cách trở nên bình tĩnh và biết quan sát, và vẫn tự tin đầy mình. Cô còn có trách nhiệm với sức mạnh của mình, luôn giữ cho dòng thời gian ổn định, không bị ảnh hưởng bởi các thảm họa. Cô giỏi mọi thứ cô chú tâm vào, nhất là trượt patin. Cô ấy cũng rất để ý đến vẻ ngoài, có lẽ là người ngầu nhất trường. Trong tập 'Zombizou', cô đã gia nhập nhóm bạn của Marinette.
Trong 'Timebreaker', cô bị Hawk Moth biến thành siêu ác nhân, có năng lực đóng băng mọi người, khiến họ biến mất bằng một cú chạm để có năng lượng du hành ngược thời gian, sau khi tức giận vì chiếc đồng hồ gia truyền bị hỏng do cô trượt qua. Mùa 4, cô cùng những người bạn của mình lại bị bướm quỷ nhập, trở thành Ngũ quái bí mật.
Chiếc đồng hồ thực chất là Ngọc thần Ngọc Thố, tuy nhiên cái trong tương lai đã hỏng nên cô trở về quá khứ để lấy chiếc ở hiện tại của Alix. Ngọc thần cho phép cô biến thành Bunnyx, siêu anh hùng có sức mạnh dịch chuyển không thời gian. Vũ khí tương lai của cô là một chiếc ô và sức mạnh đặc biệt của cô, "Burrow" cho phép cô mở ra cánh cổng giúp cô du hành xuyên không thời gian. Sau đó, Bunnyx tương lai trở lại trong "Cat Blanc" và đưa Ladybug đến tương lai nơi Paris bị phá hủy bởi nhân vật chính. Vì cô đến từ tương lai, cho nên cô gọi Bọ Rùa là Minibug còn Mèo Mun là Kitty Noir.

#### Lê Chiến Kim
Lê Chiến Kim (hay Kim Lê Chiến ở phương Tây) (lồng tiếng bởi Grant George trong bản tiếng Anh và Alexandre Nguyễn trong bản tiếng Pháp) là một học sinh tự tin và cạnh tranh trong lớp của cô Bustier. Cậu là người sử dụng Ngọc thần Kim Hầu/ Monkey Miraculous. Kim là một thiếu niên người Pháp gốc Việt, có thân hình vạm vỡ và cao hơn đa số học sinh đồng trang lứa ở trường; cậu có làn da màu ô liu và đôi mắt màu xám. Cậu tạo kiểu mái tóc màu đen với phần ngọn nhuộm vàng của mình thành một chỏm cao. Cậu mặc một chiếc áo hoodie ngắn tay màu đỏ và vài đường viền màu trắng. Ở mặt trước của áo khoác có một logo màu trắng, là một đường viền hình ngũ giác hướng xuống bên ngoài một hình ngũ giác nhỏ hơn được lấp đầy bởi một ngôi sao màu đỏ. Cậu cũng mặc quần thể thao màu xanh nước biển và giày thể thao màu đỏ, trắng và đen. Ngoài ra đôi lúc, cậu xuất hiện trong bộ đồ bơi gồm mũ trùm đầu màu xanh, quần bơi có màu xanh đỏ và đeo một chiếc kính bơi trên đầu.
Kim là "vua thách đấu". Cậu thích những thử thách, nhiều đến mức khiến các bạn cùng lớp cảm thấy khó chịu, và cậu cũng rất tự tin vào bản thân và năng lực thể chất của mình. Cậu rất giỏi ở các môn thể thao, đặc biệt là điền kinh và bơi. Quá tự tin và đầy kiêu hãnh, Kim đôi khi khoác lác về khả năng của mình và không phải lúc nào cũng suy nghĩ kỹ càng, tin rằng mình có thể đánh bại một con báo trong cuộc đua trong 'Animan'. Cậu cũng không ngại trêu chọc người khác. Đằng sau sự dũng cảm của cậu là một vài nỗi bất an, như nỗi sợ hãi bị sỉ nhục và bị từ chối. Mặc dù đôi khi nóng nảy và thô lỗ, Kim nói chung là tốt bụng, rất trân trọng sự khuyến khích của Marinette đối với việc thổ lộ tình cảm của mình với crush trong 'Dark Cupid' - mặc dù Marinette không biết rằng người cậu thích là Chloé. Cậu là (người) bạn thân nhất của Max và là đối thủ của Alix. Cậu cũng có mối quan hệ tốt với Ondine, và cô nàng có tình cảm với cậu. Sau khi cô được cứu khỏi bướm quỷ (tập 15 mùa 2 'Syren'), cậu bắt đầu dành nhiều thời gian hơn với cô và có tình cảm với cô.
Trong 'Dark Cupid', cậu bị bướm quỷ nhập sau khi Chloé từ chối cậu và biến thành Dark Cupid, một sinh vật có cánh độc ác với những mũi tên có thể thay thế tình yêu và tình bạn thực sự bằng lòng căm thù và dã tâm. Trong 'Party Crasher', cậu tạm thời nhận được Ngọc thần Kim Hầu từ sư phụ Fu và biến thành Hầu Vương/ King Monkey. Hầu Vương trở lại trong tập 'Miracle Queen', sau khi Kim bị ảnh hưởng bởi Miracle Queen và buộc phải chọn ra sức mạnh của mình. Vũ khí của cậu chính là Như Ý Kim Cô Bổng, bản replica của Tôn Ngộ Không và sức mạnh đặc biệt của cậu, "Uproar" cho phép cậu phá hỏng siêu năng lực của đối thủ bằng một quả chuối cao su.
Ngoài lề: Tên nhân vật ban đầu được Thomas Astruc đặt là Lê Chiến Kim - một cái tên thuần Việt. Tuy vậy, bản tiếng Pháp của bộ phim lại đặt tên cậu là Kim Ature và một số nơi cũng sử dụng cái tên này, như trang web. Điều này khiến Thomas không hài lòng, bởi lẽ đây là một cái tên của phương Tây, không đúng với gốc gác của Kim là một người Việt. Nhiều người tỏ ý kiến cho rằng 'Lê Chiến' gần giống với 'Le chien' mang nghĩa 'con chó' trong tiếng Pháp, tuy nhiên cách đọc của hai từ này hoàn toàn khác nhau. Trong bản tiếng Anh, Nathalie gọi tên đầy đủ của Kim là Kim Nguyễn (tập 'Optigami'). Dù đây vẫn là một cái tên sai, nhưng ít nhất tên của cậu vẫn mang một họ của người Việt. Tên chính thức: Lê Chiến Kim.

#### Max Kante
Max Kanté (lồng tiếng bởi Ben Diskin trong mùa 1–3, Zeno Robinson trong mùa 4 của bản tiếng Anh và Martial Le Minoux trong bản tiếng Pháp) là một học sinh mọt sách, thông minh trong lớp của cô Bustier. Cậu là người sử dụng Ngọc thần Khôi Mã/ Horse Miraculous. Max là một thiếu niên gốc Phi, thấp và có vóc dáng mảnh khảnh, có nước da nâu trung bình, mái tóc nâu xoăn và đôi mắt cam vừa phải. Max đeo kính gọng đen, áo phông polo màu xanh lá cây nhạt có cổ và quần jean kẻ caro màu nâu nhạt. Cậu cũng đi đôi giày thể thao màu xanh coban nhạt và một chiếc đồng hồ màu xanh lam trên cổ tay phải. 
Max là bạn tốt nhất của Kim. Max là một game thủ và một người yêu thích công nghệ. Cậu rất thông minh, đặc biệt là trong toán học, và dường như bị ám ảnh với việc tính toán xác suất cho mọi việc. Cậu có xu hướng bị cuốn theo kiến thức của mình, thường giải thích mọi thứ chi tiết quá mức cần thiết và đôi khi tiết lộ điều gì đó được cho là bí mật. Max cũng thân thiện, giúp đỡ bạn bè với kiến thức của mình. Trong 'Gamer', khi mất vị trí trong cuộc thi mà cậu đã tập luyện cả năm trời, Max chúc mừng Marinette và Adrien với một tinh thần thượng võ trước khi nhanh chóng rời khỏi phòng. Khi ra ngoài, cậu bắt đầu tự nhủ với bản thân hoàn cảnh của mình bất công như thế nào, và cậu đã bị Bướm Đêm biến thành Gamer, người điều khiển một robot chiến đấu khổng lồ, mạnh mẽ từ trò chơi "Ultimate Mecha Strike III". Trong 'Gamer 2.0', cậu lại bị biến thành Gamer sau khi tất cả mọi người đều bận và không thể thử nghiệm trò chơi mới của cậu, tổ chức một giải trò chơi chiến đấu với những nhân vật phản diện đã bị bướm quỷ nhập từ trước đến nay là những nhân vật chọn được, và cũng có khả năng tự biến mình thành bất kỳ nhân vật nào. Tuy vậy, kể cả trong hình hài Gamer, cậu cũng rất khiêm tốn sau khi bị đánh bại bởi Bọ Rùa.
Trong 'Startrain', cậu tạm thời nhận được Ngọc thần Khôi Mã từ Bọ Rùa và biến thành Pegasus. Pegasus trở lại trong tập 'Party Crasher', 'Miracle Queen' mùa 3 và tập 'Mega Leech' mùa 4. Vũ khí của cậu là một boomerang hình móng ngựa và sức mạnh đặc biệt của cậu, "Voyage", cho phép cậu mở cổng để dịch chuyển đến bất kỳ vị trí nào.

##### Markov
Markov (lồng tiếng bởi Grant George trong bản tiếng Anh và Alexandre Nguyễn trong bản tiếng Pháp) là một robot tạo ra bởi Max. Markov có màu chủ yếu là màu xanh và xám. Trên đỉnh đầu, cậu ta có một cánh quạt với cánh quạt màu xanh lam và trục màu đen có sọc trắng. Hơn nữa, Markov có cảm biến xúc giác màu xanh lam trong suốt, mặt màu xám với nút có khắc hình trái tim màu xanh lam, màn hình màu lục lam sống động có hai chấm đen không có đồng tử như là mắt của cậu ấy và hai phần tròn màu xanh lam giống tai ở hai bên có viền trắng và biểu tượng nốt nhạc ở giữa mỗi phần. Bên dưới đầu, Markov có một cổng USB và gắn liền với cơ thể của cậu là một cánh tay cơ khí màu xanh và xám có móng màu xám và lòng bàn tay màu đen. Bên trong cơ thể, Markov có một CPU hình chữ nhật màu trắng với nhiều đèn LED và một mặt nhỏ được khắc dòng chữ "Markov 1.4" ở giữa.
Mặc dù Markov là một người máy và khả năng cũng như cảm xúc còn hạn chế nhưng Markov vẫn rất ý thức và tự giác. Markov khá ngây thơ, nhưng cậu cũng thân thiện, lịch sự và vui vẻ, hòa nhập với mọi người rất tốt. Ngoài ra cậu rất có khiếu hài hước. Tuy nhiên, cậu ấy hơi nhạy cảm và dễ mất lòng nếu bị xúc phạm dưới bất kỳ hình thức nào. Ngoài ra, Markov rất tò mò, ngay cả khi bị bướm quỷ nhập, cậu ta đặt nhiều câu hỏi cho Bướm Đêm về lý do tại sao cậu ta cần lấy Ngọc thần của Bọ Rùa và Mèo Mun, và cậu ta yêu cầu Max định nghĩa quá trình akumatization.
Tập 7 mùa 2, cậu được Max tạo ra. Tuy cậu giúp đỡ ngăn chặn virus máy tính xâm nhập vào hệ thống mạng, cậu vẫn bị cô Mendeleiev và hiệu trưởng Damocles cho là đồ chơi, không có khả năng cảm xúc thật mà chỉ là do được lập trình sẵn, do đó tịch thu cậu. Bị tách khỏi người bạn thân, Markov bị bướm quỷ nhập, biến thành Robostus, có khả năng cho mọi thiết bị điện tử sự sống. Robostus, trong khi không muốn làm hại Max, muốn lấy Ngọc thần của Bọ Rùa và Mèo Mun để ước mình trở thành một con người. Trong mùa 4 tập 'Hack-San', Markov bị nhiễm vi rút từ giác thú mang hình dạng một chiếc USB, cho phép Bướm Ma biến cậu trở lại thành Robostus với khả năng mới tẩy não người dân Paris thông qua tin nhắn điện thoại và buộc họ phải đưa tài sản quý giá nhất của mình cho cậu.

#### Ivan Bruel
Ivan Bruel (lồng tiếng bởi Matt Mercer trong mùa 1, Max Mittelman từ mùa 2 trở đi trong bản tiếng Anh và Franck Tordjman trong bản tiếng Pháp) là một học sinh oai phong nhưng tốt bụng trong lớp của Cô Bustier. Ivan là một thiếu niên to cao và đồ sộ với đôi mắt xám đen. Tóc cậu ngắn và đen, ngoại trừ một chỏm tóc dài, nhuộm màu vàng xám nhạt ở trên trán. Cậu mặc một chiếc áo phông đen với hình hai xương chéo màu trắng in ở ngực. Cậu cũng mặc quần màu đen với thắt lưng và túi to, cùng với tất trắng và đôi giày màu vàng cam.
Ivan là người yêu của Mylène, và cô cũng là người duy nhất cho đến nay mà cậu tỏ ra ấm áp. Ivan là một chàng trai cứng rắn với trái tim dịu dàng. Cậu thường tỏ ra cáu kỉnh và bướng bỉnh, đặc biệt là xung quanh những vấn đề mà cậu không quan tâm, nhưng đôi khi cậu cũng rất nhiệt tình và đầy biểu cảm, cổ vũ cho Alix đánh bại Kim trong 'Timebreaker'. Mặc dù vậy, cậu sẵn sàng giúp đỡ người khác trong những tình huống nguy hiểm, như khi cậu chiến đấu chống lại lũ thây ma của Zombizou để những người còn lại có thể trốn thoát. Cậu tỏ ra tức giận khi bản thân hoặc bạn bè mình bị đối xử bất công hoặc bị trêu chọc, đôi khi đối diện với đối phương - thậm chí sẵn sàng đánh trả - và những lần khác chỉ lặng lẽ cho qua chuyện đó. Mặt khác, khi mọi người tử tế và kiên nhẫn với Ivan, cậu có thể cởi mở về cảm xúc bên trong của mình và lắng nghe lời khuyên của họ. Trong 'Party Crasher', Ivan được biết đến là người rất trung thực đến mức là một kẻ nói dối rất tệ.
Trong phần cuối mùa 1, sau khi bị Kim trêu chọc vì không dám thú nhận tình cảm của mình với Mylène, cậu trở thành nạn nhân đầu tiên của Bướm Đêm và bị biến thành Stoneheart, một yêu tinh đá, to lớn dần lên mỗi khi bị đánh. Khi bị đánh bại, do sơ suất của Bọ Rùa, bướm quỷ nhập vào cậu nhân lên, biến nhiều người thành Stoneheart bất động; do đó dạy cho Bọ Rùa lý do tại sao cô ấy cần bắt những con bướm quỷ của Bướm Đêm lại. Sau đó, cậu bị bướm quỷ nhập một lần nữa và dẫn đầu đội quân Stoneheart chống lại Bọ Rùa và Mèo Mun. Sau khi được thanh tẩy cậu có thể thú nhận tình yêu của mình với Mylène và cả hai bắt đầu một mối quan hệ. Ivan bị biến thành Stoneheart một lần nữa trong 'Catalyst' và 'Mayura'.

### Kwami
Kwami là những sinh vật biết bay với một cái đầu lớn giống như những vị thần, là hiện thân của những khái niệm trừu tượng với những đặc điểm giống như động vật mà ban đầu không thể tương tác với những sinh vật hữu hình cho đến khi một pháp sư Trung Hoa tạo ra Ngọc thần, những loại trang sức có phép thuật cho phép họ tương tác với chiều không gian hữu hình. Kwami sử dụng Phép thuật để biến người sở hữu của họ thành những siêu anh hùng. Mỗi Kwami đại diện cho một loài động vật và các siêu anh hùng sẽ sử dụng sức mạnh đặc trưng của loài vật đó để đánh bại kẻ xấu. Trong khi có mong muốn làm điều tốt, một số kwami như Nooroo và Duusu cuối cùng lại bị những kẻ xấu lợi dụng và buộc phải hỗ trợ họ. Những biện pháp phòng ngừa đã được đặt ra để ngay cả khi một kwami có thể cảm nhận được sự hiện diện của nhau, họ cũng không thể tiết lộ danh tính của những người nắm giữ Ngọc thần khác cũng như không đọc được cuốn sách thần chú. Mỗi Kwami đều cần được người sử dụng hô một câu khẩu hiệu để biến hình, và một câu khác để biến trở lại thành người. Khi biến hình, các Kwami nhập vào các viên Ngọc thần. Thông thường khi mỗi siêu anh hùng sử dụng sức mạnh đặc trưng của mình, họ có 5 phút trước khi biến trở lại thành người thường, họ phải cho Kwami của mình nạp năng lượng để có thể tiếp tục biến hình.

#### Tikki(Tíchki)
Tikki (do Mela Lee lồng tiếng trong bản tiếng Anh và Marie Noannenmacher trong bản tiếng Pháp) là Kwami của sự sáng tạo, cho phép Marinette biến thành Bọ Rùa. Tikki là một Kwami với cái đầu lớn, đôi mắt to và cơ thể màu đỏ với những đốm đen lớn trên đầu, giống như một con bọ rùa. Tikki là một Kwami tích cực và nghiêm túc, người tin tưởng mạnh mẽ vào Marinette và cô ấy đưa ra lời khuyên để cô ấy trở nên tốt nhất có thể, dù là người hay không. Cô ấy đã hơn 13 tỷ năm tuổi, và đã theo dõi từng Bọ Rùa ngay từ đầu. Câu khẩu hiệu để biến hình là Tikki, Spots on! và để biến trở lại là Spots off! Khi Marinette biến hình, Tikki nhập vào Ngọc thần Bọ Rùa, một đôi bông tai được đeo bởi Marinette.
Mỗi khi nhìn thấy Tikki lần đầu, Marinette đều rất sợ. Marinette đã từng rất muốn từ bỏ vai trò Bọ Rùa vì cô sợ mình là người hậu đậu, không thể làm gì đúng do những lỗi lầm mà mình gây ra, nhưng Tikki vẫn kiên trì thuyết phục cô, gọi cô là Bọ Rùa thông minh nhất Tikki từng gặp.
Astruc đã viết trên Twitter rằng Tikki có nghĩa là "hạnh phúc".

#### Plagg(Plác)
Plagg (do Max Mittelman lồng tiếng trong bản tiếng Anh và Thierry Kazazian trong bản tiếng Pháp) là Kwami của sự hủy diệt, cho phép Adrien biến thành Mèo Mun. Plagg trông rất giống Tikki, nhưng với cơ thể màu đen, đôi mắt xanh lá cây và đôi tai nhọn, giống một con mèo đen. Tuy nhiên, không giống như Tikki, Plagg có tính cách mỉa mai, ích kỷ và lười biếng, cũng tương đương với mối quan hệ của Mèo Mun và Bọ Rùa. Plagg là một con nghiện phô mai. Thức ăn yêu thích của chú là camembert, một loại pho mát bốc mùi. Câu khẩu hiệu để biến hình là Plagg, Claws out! và để biến trở lại là Claws in! Khi Adrien biến hình, Plagg nhập vào Ngọc thần Hắc Miêu, một chiếc nhẫn được Adrien đeo trên tay phải.
Trong tập 15 mùa 3 'Kwamibuster', Plagg do vô kỷ luật đã suýt bị bắt và suýt làm lộ danh tính của cả Adrien và Marinette. Tuy nhiên mọi chuyện sau đó đã được giải quyết. Marinette dùng Ngọc thần Hồ Ly để chứng minh mình không phải Bọ Rùa, còn Adrien giả vờ nhầm trường Collège Françoise-Dupont là trường tiểu học.

#### Nooroo
Nooroo (do Ben Diskin lồng tiếng trong bản tiếng Anh và Martial Le Minoux trong bản tiếng Pháp) là Kwami của sự chuyển dịch. Nooroo có màu tím, có một hình xoắn ốc trên trán và mắt màu xanh. Kể từ đầu bộ phim, Nooroo cho phép Gabriel biến thành Bướm Đêm mặc dù sức mạnh của chú bị lạm dụng cho những mục đích xấu xa. Anh ta hỗ trợ Gabriel thông qua vũ lực trái ngược với mong muốn. Gabriel đặt ra những luật lệ rất hà khắc đối với Nooroo, chẳng hạn không được đi quá xa khỏi ông và không được nói chuyện với ai khác ngoài ông. Câu khẩu hiệu để biến hình là Nooroo, Dark wings rise! và để biến trở lại là Dark wings fall! Khi Gabriel biến hình, Nooroo nhập vào Ngọc thần Hồ Điệp, một chiếc trâm cài áo Gabriel giấu sau chiếc cà vạt.

#### Wayzz
Wayzz (do Christopher Corey Smith lồng tiếng trong bản tiếng Anh và Franck Tordjman trong bản tiếng Pháp) là Kwami của sự bảo hộ. Wayzz có màu xanh lục, mắt vàng và tròng cũng có màu xanh, giống một con rùa. Wayzz tốt bụng, cảm thông và rất có ích. Cậu cảm thấy lo lắng khi Sư phụ Fu sử dụng sức mạnh, nhưng không bao giờ nghi ngờ sự sáng suốt của sư phụ. Cậu cũng rất nghịch ngợm và hiếu kỳ. Câu khẩu hiệu để biến hình là Wayzz, Shell on! (trong tiếng Pháp: Wayzz, transforme-moi! có nghĩa "Wayzz, transform me!") và biến trở lại là Shell off! Sức mạnh của cậu biểu hiện dưới dạng "Shell-ter", một sức mạnh cho phép người dùng tạo ra một trường lực xanh không thể phá vỡ. Khi chủ nhân biến hình, Wayzz nhập vào Ngọc thần Lục Vũ, một chiếc vòng tay. Trước đây sống với Sư phụ Fu với tư cách là Kwami đồng hành cùng ông, cậu được cho Nino mượn để cho phép Nino biến thành Mai Rùa. Trong tập phim 'Heart Hunter' (The Battle of the Miraculous - Phần 1), Sư phụ Fu sử dụng Ngọc thần để biến thành Jade Turtle. Sau khi chuyển giao quyền Hộ Vệ cho Marinette, Sư phụ Fu mất hoàn toàn ký ức về việc làm Hộ Vệ và cả ký ức với Wayzz, Nino trở thành người sử dụng thường xuyên của Ngọc thần Lục Vũ.

#### Trixx(Truýchx)
Trixx (do Cherami Leigh lồng tiếng trong bản tiếng Anh và Franck Tordjman trong bản tiếng Pháp) là Kwami của ảo ảnh. Trixx có màu cam, phần cuối đuôi, phần cằm và bụng có màu trắng, mắt tím, bốn chi màu đen, có răng nanh giống một con cáo. Tuy vậy, khác với tính cách thường thấy ở một con cáo, Trixx tỏ ra là người thân thiện, hay động viên, khôn ngoan và là một người đánh giá tính cách tốt, vì cô xác định những phẩm chất tốt nhất của người chủ mới của mình rất dễ dàng. Cô đưa ra lời khuyên rất tốt và rất hiểu người khác làm gì. Câu khẩu hiệu để biến hình là Trixx, Let's pounce! (trong tiếng Pháp: Trixx, transforme-moi! có nghĩa "Trixx, transform me!") và biến trở lại là Let's rest! Khi Alya biến hình, Trixx nhập vào Ngọc thần Yêu Hồ, một chiếc vòng cổ. Sau sự kiện của "Optigami", Trixx và Ngọc thần Yêu Hồ đã được trao cho Alya vĩnh viễn.

#### Pollen
Pollen (do Cassandra Lee Morris lồng tiếng trong bản tiếng Anh và Clara Soares trong bản tiếng Pháp) là Kwami của sự quy phục. Pollen là một sinh vật màu vàng có ba sọc quanh đầu, có ngòi nhỏ có thể nhìn thấy ở phía sau, cũng có sọc. Râu và các chi có màu đen, giống một con ong trong khi đôi mắt có màu vàng với lòng trắng màu xanh lam. Một búi lông nhỏ màu vàng nhạt nằm dưới đầu và quanh cổ, với một vùng nhỏ chạm tới bụng. Pollen là một kwami tương đối lịch sự và biết nghe lời. Câu khẩu hiệu để biến hình là Pollen, Buzz on! và biến trở lại là Buzz off! Khi biến hình, Pollen nhập vào Ngọc thần Hoàng Phong, một chiếc lược chải tóc nhỏ. Sức mạnh của cô thể hiện là "Venom", một sức mạnh cho phép người sử dụng làm tê liệt đối thủ. Trước đây cô đã cho phép Chloé biến thành Ong chúa cho đến khi cô thoát khỏi Bướm Đêm và bị cho là không xứng đáng. Sau đó, cô được trao cho Zoe, em gái cùng mẹ khác cha của Chloé, cho phép cô trở thành Vesperia. Chloe cài Ngọc thần lên mái, còn Zoe cài Ngọc thần phía sau đầu.

#### Duusu
Duusu (do Melissa Fahn lồng tiếng trong bản tiếng Anh và Fanny Bloc trong bản tiếng Pháp) là Kwami của cảm xúc. Duusu là một sinh vật có màu xanh dương, trên đầu có ba sợi ăng-ten, có đuôi giống như con công; họa tiết đuôi, chấm trên trán và mống mắt màu hồng, đồng tử màu đen. Câu khẩu hiệu để biến hình là Duusu, Spead my feathers! và để biến trở lại là Fall my feathers! Khi biến hình, Duusu nhập vào Ngọc thần Khổng Tước, một cái trâm cài áo. Sức mạnh của cậu biểu hiện là "Amokization", một sức mạnh cho phép người dùng tạo ra những sinh vật được gọi là giác thú/ sentimonster thông qua những chiếc lông tích điện phép thuật được gọi là "amok". Amok sẽ nhập vào các đồ vật, giác thú có ý xấu hay tốt phụ thuộc hoàn toàn ý định và cảm xúc của người cầm đồ vật đó. Vào cuối mùa thứ hai, Duusu được Nathalie sử dụng để biến thành Khổng Tước. Trong mùa 4 tập 1 'Truth', Gabriel sửa chữa thành công Ngọc thần Khổng Tước và sử dụng nó song song với Ngọc thần Hồ Điệp để trở thành Bướm Ma. Ngay sau khi được sửa chữa, Duusu nói rằng đã gặp giấc mơ bị kẻ xấu lợi dụng mà quên rằng giấc mơ đó thực chất là sự thật.